# Max Mayer (Fußballspieler, vor 1903)
Max Mayer (Lebensdaten unbekannt) war ein deutscher Fußballspieler.

## Karriere
Mayer gehörte dem Beerschot AC, einem Verein aus Antwerpen an, für den er die Saison 1903/04 in der Gruppe A der zweigleisigen Liga um den Championship Cup spielte.
1906 zum Freiburger FC gewechselt, gehörte er dem Verein bis 1910 an und kam in den vom Verband Süddeutscher Fußball-Vereine organisierten Meisterschaften zunächst im Gau Oberrhein, einem von drei Gauen im Südkreis, ab der Saison 1908/09 im nicht in Gaue unterteilten Südkreis, zum Einsatz. 1907 und 1908 ging er mit der Mannschaft als Sieger aus dem Gau Oberrhein hervor, doch nur 1907 gewann er auch die Endrunde Südkreis. Mit diesem Erfolg war er mit dem Freiburger FC auch für die Endrunde um die Süddeutsche Meisterschaft qualifiziert. Nachdem das Hin- und Rückspiel des Halbfinales gegen den 1. Hanauer FC 1893 jeweils mit 1:0 am 14. und 21. April 1907 gewonnen wurde, erreichte der Freiburger FC das Finale. Beim 1. FC Nürnberg, dem Sieger des Ostkreises, der per Freilos ins Finale einzog, wurde am 28. April ein 1:1-Unentschieden erzielt, das Rückspiel am 5. Mai mit 3:1 gewonnen. Als Teilnehmer an der Endrunde um die Deutsche Meisterschaft bestritt er am 12. Mai in Nürnberg das mit 3:2 gewonnene Halbfinale gegen den VfB Leipzig, in dem ihm ein Tor gelang, und das am 19. Mai in Mannheim mit 3:1 gewonnene Finale gegen den BTuFC Viktoria 89. In seinen letzten beiden Spielzeiten im leistungsdichteren Südkreis schloss er mit der Mannschaft als Achtplatzierter von zehn und als Siebtplatzierter von neun teilnehmenden Mannschaften ab.

## Erfolge
- Deutscher Meister 1907
- Süddeutscher Meister 1907
- Südkreismeister 1907
- Gaumeister Oberrhein 1907, 1908